# モーニングてらす!
『モーニングてらす!』は、宮崎放送で2014年7月2日から2020年3月27日まで生放送されていた生活情報番組である。2016年4月1日までの番組名は『モーニングてらす』であった。

## 概要
「朝のテラス」をイメージさせた、宮崎放送の放送エリアである宮崎県を対象にした地域密着生活情報番組である。
2014年6月27日まで放送された『アッパレ!miyazaki』に代わる自社制作の生活情報番組として開始した。なお、祝日に当たる日は休止となる。
開始当初から2016年4月1日までは水 - 金曜日9:55 - 10:55だったが、同年4月4日からは『モーニングてらす!』にタイトルが変更された上で、それまで未放送だった月曜日と火曜日にも進出し、放送時間を30分縮小した9:55 - 10:25に変更した。
2017年10月から9:55 - 10:45に拡大。
2019年1月からは3年振りに9:55 - 10:25の30分枠に短縮。また、同年9月末から本番組の前枠で『グッとラック!』が開始され制作局のTBSテレビでは月 - 木曜日に限り10:25まで放送されているが、宮崎放送では本番組の放送を優先するため、9:55飛び降りとなっている。
2020年3月27日をもって放送を終了。同年4月1日からは水 - 金曜日9:55 - 10:25に『あさトク!』を開始し、瀬藤亮太をはじめとする本番組の一部出演者は同番組に続役する。

## 出演者
○は出演時点で宮崎放送アナウンサー。

### MC
- 瀬藤亮太○ - 月・火曜日担当
- 廣末圭治○ - 水 - 金曜日担当

### 気象予報士
- 野田俊一郎（2014年7月2日 - 2020年3月27日）

### リポーター
- 圖師凛（2016年4月 - 2020年3月23日）
- 宇賀治花恵（ - 2020年3月27日）

### 過去の出演者

#### MC
- 迫田江理○（2014年7月2日 - 2015年3月27日）
- 古屋敷沙耶○（2015年4月1日 - 2016年4月1日）
- 川島恵○（2016年4月7日 - 10月7日）

#### リポーター
- 森井麻衣
- 甲斐蓉子（ - 2020年3月MRT退局→OBS移籍）
- 佐々木舞夕（2016年4月4日 - 2018年12月29日）